# Рупките
Ру́пките (болг. Рупките) — село в Старозагорській області Болгарії. Входить до складу общини Чирпан.

## Населення
За даними перепису населення 2011 року у селі проживали 307 осіб.
Національний склад населення села:
| Національність   | Кількість осіб | Відсоток |
| ---------------- | -------------- | -------- |
| болгари          | 298            | 97,4%    |
| цигани           | 6              | 2,0%     |
| Всього відповіли | 306            |          |

Розподіл населення за віком у 2011 році:
Динаміка населення: